# Elektryczna tomografia pojemnościowa

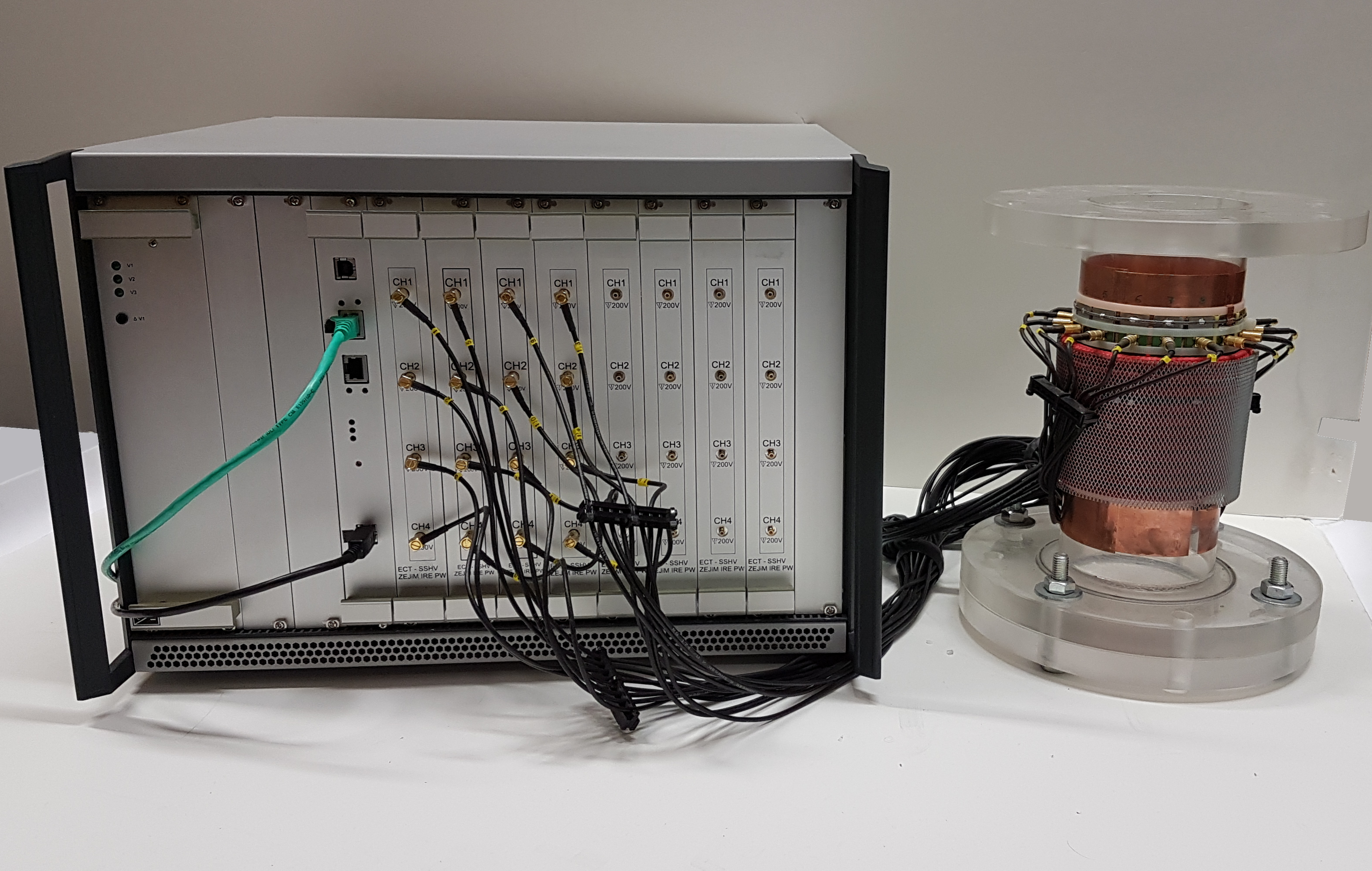
System pomiarowy – Tomograf pojemnościowy z podłączoną 16-elektrodową sondą

Elektryczna tomografia pojemnościowa (ang. electrical capacitance tomography – ECT) – technika obrazowania pozwalająca na wizualizację przestrzennego rozkładu przenikalności elektrycznej w badanej objętości. Obraz przestrzennego rozkładu przenikalności elektrycznej jest rekonstruowany na podstawie pomiarów pojemności wzajemnych elektrod powierzchniowych otaczających badaną objętość.
Technika ta na tle innych tomografii wyróżnia się bardzo dużą częstością pomiarów, dzięki czemu umożliwia obrazowanie zjawisk dynamicznych. Duża liczba obrazów na sekundę, skalowalność sondy pojemnościowej, jak również możliwość wbudowania sondy w instalację przemysłową sprawia, że technika ta znajduje zastosowanie w monitorowaniu procesów dynamicznych i jest zaliczana do technik tomografii procesowej. Ze względu na bardzo małą rozdzielczość przestrzenną, ECT nie znalazła jak dotąd zastosowania w diagnostyce medycznej. Potencjalnie ECT może mieć podobne medyczne zastosowania co elektryczna tomografia impedancyjna, takie jak monitorowanie pracy płuc lub wykrywanie niedokrwienia lub krwotoku w mózgu.
Chociaż w XX wieku metody pomiaru pojemności były w powszechnym użyciu, pomysł wykorzystania ich jako metody obrazowania przypisuje się zespołowi badawczemu pod przewodnictwem Maurica Becka z Instytutu Naukowo-Technicznego Uniwersytetu w Manchesterze (dziś Uniwersytet Manchesterski). Grupa ta, którą współtworzył również polski naukowiec Andrzej Pląskowski, w latach 80 opublikowała pierwszy artykuł naukowy na temat elektrycznej tomografii pojemnościowej.

## Pomiar małych pojemności
Pojemność wzajemna elektrod mierzona w elektrycznej tomografii pojemnościowej jest na poziomie ułamków femtofaradów. Pomiar tak małych wartości jest dużym wyzwaniem dla układów elektronicznych. Powinny one być nieczułe na pojemności pasożytnicze i mieć szum własny zredukowany do minimum. Wskazane jest również ekranowanie układów, aby ograniczyć wpływ zewnętrznego pola elektrycznego.

### Metoda z pobudzeniem sinusoidalnym
W metodzie z pobudzeniem sinusoidalnym, nazywanej również metodą AC, na mierzoną pojemność, podłączoną szeregowo, podawane jest napięcie przemienne. Pomiar odbywa się przy pomocy wzmacniacza prądu zmiennego. Wzmocniony sygnał jest następnie mieszany z sygnałem o częstotliwości napięcia pobudzającego (detekcja synchroniczna). Sygnały o tej samej częstotliwości i będące w zgodnej fazie dają po zmieszaniu napięcie stałe. Uzyskany sygnał wygładzany jest filtrem dolnoprzepustowym, w efekcie uzyskuje się stałe napięcie o amplitudzie wprost proporcjonalnej do mierzonej pojemności. Wolne zmiany napięcia są traktowane jako zmiany pojemności. Detekcja synchroniczna charakteryzuje się wysokim stosunkiem sygnału do szumu. Wadą tej metody jest względnie mała prędkość pomiaru, zależna od częstotliwości sygnału pobudzającego oraz częstotliwości granicznej filtru dolnoprzepustowego.

### Metoda z pobudzeniem impulsowym
Metoda z pobudzeniem impulsowym polega na cyklicznym ładowaniu i rozładowaniu mierzonej pojemności. Impulsy prądu ładowania i rozładowania są całkowane w dwóch układach całkujących przełączanych za pomocą kluczy analogowych synchronicznie z prostokątnym sygnałem wymuszającym. Napięcie na integratorach jest proporcjonalne do mierzonej pojemności. Obie wartości są sumowane za pomocą wzmacniacza pomiarowego. Metoda ta jest bardzo szybka i minimalizuje wpływ zakłóceń zewnętrznych. Dla uzyskania mierzalnego sygnału stosuje się uśrednianie.
Szczególnym przykładem pomiaru impulsowego jest metoda polegająca na pobudzaniu elektrod napięciem rzędu kilkuset woltów. Sygnał pobudzenia poprzez pojemność mierzoną trafia na wzmacniacz pomiarowy. Mierzone napięcie jest proporcjonalne do sygnału pobudzającego i badanej pojemności. Zastosowanie stosunkowo wysokiego dla elektroniki pomiarowej napięcia wymuszenia zwiększa mierzony sygnał i poprawia SNR.

## Sekwencja pomiarowa

Schemat przykładowej sondy pomiarowej

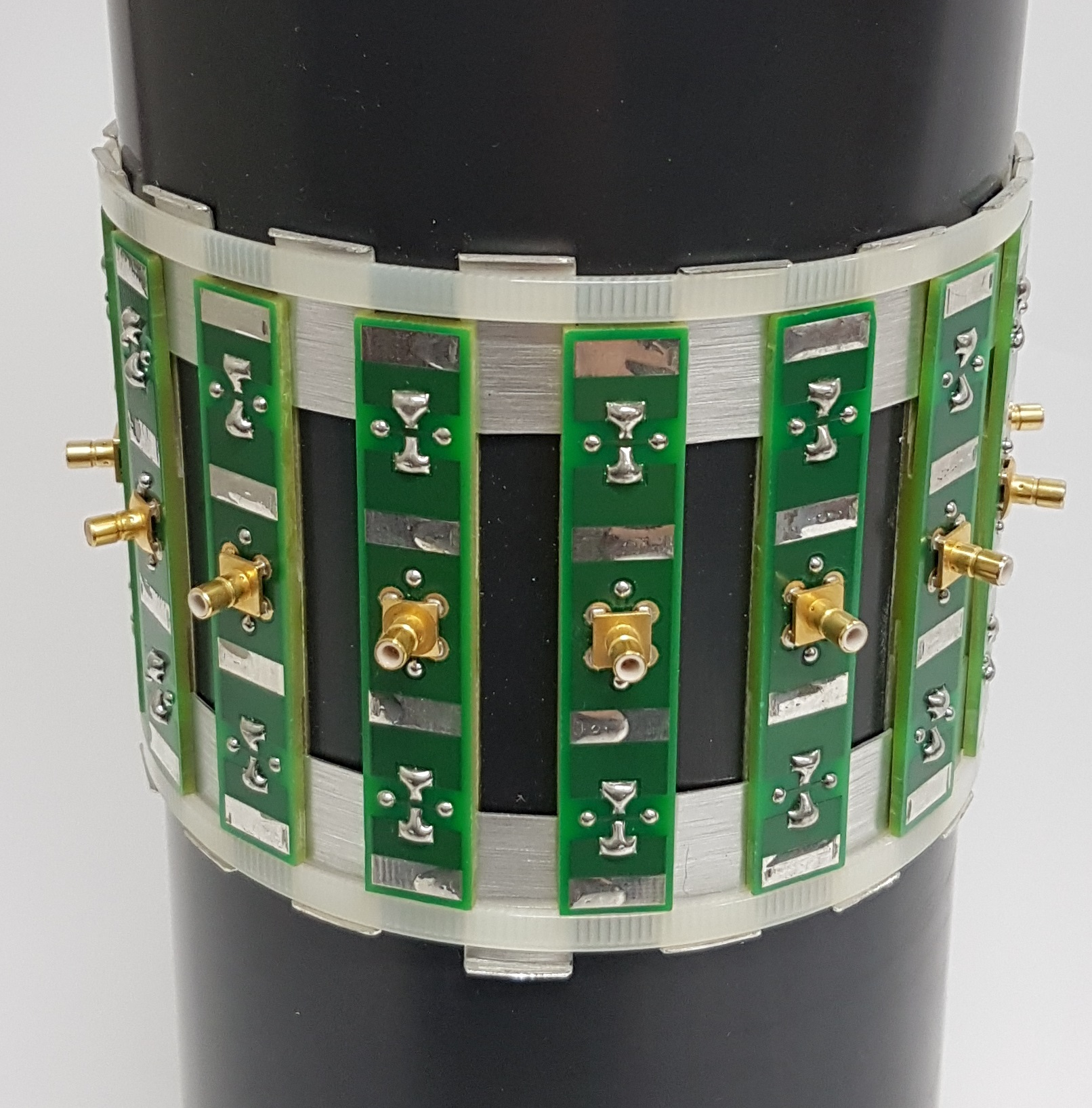
Pierścień elektrod zamocowanych do rury PCW

W elektrycznej tomografii pojemnościowej typowo stosuje się wielokanałowe systemy pomiarowe, w których do każdej elektrody pomiarowej przyłączony jest osobny układ odbiorczy. Jedna z elektrod pełni funkcję elektrody nadawczej, a na wszystkich pozostałych elektrodach jednocześnie odbywa się pomiar. Tomograficzna sonda pod względem elektrycznym jest układem kondensatorów, w którym rolę okładki dodatniej pełni elektroda nadawcza, a pozostałe elektrody wspólnie są okładkami ujemnymi. Trudnością tak dokonywanych pomiarów jest duży zakres mierzonych wartości. Pojemności wzajemne elektrod przyległych do elektrody nadawczej sięgają pikofaradów, podczas gdy dla elektrod przeciwległych do elektrody nadawczej nie przekraczają ułamków femtofaradów. Z tego powodu przed każdym pomiarem we wszystkich układach odbiorczych w zależności od ułożenia względem elektrody nadawczej ustawiane są odpowiednie poziomy wzmocnień. Każda z elektrod po kolei pełni funkcję elektrody nadawczej, aż do uzyskania wszystkich dostępnych kombinacji. Liczba pomiarów jest równa dwuelementowej kombinacji z L-elementowego zbioru {\displaystyle {L \choose 2}={\frac {L(L-1)}{2}},} gdzie {\displaystyle L} to liczba elektrod pomiarowych. Jeżeli wykorzystywane są również powtórzenia pomiarów dla par elektrod ze zamianą elektrody wymuszającej, liczbę uzyskiwanych pomiarów mnoży przez liczbę permutacji, czyli zwiększa się dwa razy.
Przy założeniu, że w obrazowanej przestrzeni zachodzi przepływ laminarny o znanej prędkości, możliwe jest składanie wielu zrekonstruowanych obrazów dwuwymiarowych z następujących po sobie pomiarów w jeden obraz objętościowy. Takie działanie określa się mianem tomografii dwuipółwymiarowej.
W ECT możliwe jest również uzyskiwanie obrazów trójwymiarowych. W tym celu stosuje się sondy wyposażone w wiele równoległych pierścieni elektrod, między którymi odbywa się pomiar. 

## Rekonstrukcja obrazu
Wartości mierzonych pojemności wzajemnych są silnie związane ze stosunkiem powierzchni elektrod do średnicy sondy pomiarowej. Zmniejszanie szerokości elektrod nie może być równoważone zwiększaniem ich wysokości, gdyż pogarszałoby to zdolność rozdzielczą tomografu w osi Z cylindra pomiarowego. Ze względu na ograniczone możliwości układów pomiarowych (najmniejsze mierzalne pojemności są na poziomie ułamków femtofaradów), niemożliwe jest dowolne zwiększanie liczby elektrod. W praktyce nie stosuje się więc więcej niż 16 elektrod pomiarowych w jednym pierścieniu. Tak mocno ograniczona liczba elektrod skutkuje małą liczbą uzyskiwanych pomiarów.
Rekonstrukcja obrazów z projekcji, gdy mamy stosunkowo mały zbiór pomiarów jest bardzo trudna, problem odwrotny jest niedookreślony (nieoznaczony układ równań). W efekcie rozdzielczość przestrzenna tej techniki jest słaba w porównaniu do innych metod tomograficznych.

### Problem prosty
Problem prosty polega na wyznaczeniu wyniku obserwacji w danym modelu dla założonych danych wejściowych. W ECT, znając model dla przyjętego rozkładu przestrzennego przenikalności elektrycznej, można wyznaczyć wartości pomiarów pojemności.
Pomiar można opisać równaniem: {\displaystyle c=f(\varepsilon ),} gdzie {\displaystyle c} to wektor pomiarów pojemności, a {\displaystyle f} oznacza nielinową, wektorową funkcję rozkładu przenikalności opisywanego wektorem {\displaystyle \varepsilon .}
Korzystając z rozwinięcia w szereg Taylora, nielinową funkcję można przybliżyć modelem liniowym {\displaystyle \Delta c=S\Delta \varepsilon ,} gdzie
{\displaystyle S={\begin{bmatrix}{\dfrac {\partial C_{1}}{\partial \varepsilon _{1}}}&\cdots &{\dfrac {\partial C_{1}}{\partial \varepsilon _{n}}}\\\vdots &\ddots &\vdots \\{\dfrac {\partial C_{m}}{\partial \varepsilon _{1}}}&\cdots &{\dfrac {\partial C_{m}}{\partial \varepsilon _{n}}}\end{bmatrix}}}
jest macierzą pochodnych cząstkowych. {\displaystyle S} jest nazywana macierzą wrażliwości, ponieważ jej współczynniki określają wpływ zmiany wartości przenikalności elektrycznej w małym elemencie objętości sondy pomiarowej na pojemności wzajemne jej elektrod. Macierzy wrażliwości {\displaystyle S} można wyznaczyć metodą zaburzeń eksperymentalnie lub w symulacji numerycznej.
Dla założonego rozkładu przenikalności elektrycznej wyznacza się rozkład potencjału elektrycznego w sondzie pomiarowej. Korzysta się w tym celu z jednej z metod numerycznego rozwiązywania problemów brzegowych, takich jak metoda różnic skończonych, metoda elementów skończonych lub metoda objętości skończonych.
Korzystając z prawa Gaussa, wyznacza się ładunek {\displaystyle Q} na jednej z elektrod pomiarowych. Znając różnicę potencjału {\displaystyle U_{AB}} pomiędzy elektrodami {\displaystyle A} i {\displaystyle B,} można wyznaczyć pojemność wzajemną {\displaystyle m}-tej pary elektrod {\displaystyle C_{m}={\dfrac {Q}{U_{AB}}}.} Dla rozkładu przenikalności, w którym wprowadza się małe zaburzenie {\displaystyle \Delta \varepsilon } w małym {\displaystyle n}-tym elemencie objętości, powtarza się obliczenia numeryczne dla wyznaczenia nowej wartości pojemności i stąd wyznacza się zmianę pojemności {\displaystyle \Delta C_{m}.} Powtarzając symulacje numeryczne dla kolejnych par elektrod {\displaystyle m=1,2,\dots ,M} i kolejnych elementów objętości {\displaystyle n=1,2,\dots ,N,} uzyskuje się pochodne cząstkowe {\displaystyle {\dfrac {\partial C_{m}}{\partial \varepsilon _{n}}}.}
W praktyce ze względu na konieczność powtórzenia {\displaystyle 2MN} symulacji numerycznych, macierzy wrażliwości nie wyznacza się tą metodą, lecz korzysta się ze wzoru Geselowitza:
{\displaystyle {\dfrac {\partial C_{m(A,B)}}{\partial \varepsilon _{n}}}={\frac {-1}{U_{AB}^{2}}}\nabla \phi _{n}\cdot \nabla \psi _{n}dv}
gdzie:
{\displaystyle C_{m(A,B)}} – pojemność mierzona między elektrodami {\displaystyle A} i {\displaystyle B,}
{\displaystyle \varepsilon _{n}} – wartość przenikalności elektrycznej w punkcie o indeksie {\displaystyle n,}
{\displaystyle U_{AB}} – różnica potencjału między elektrodami {\displaystyle A} i {\displaystyle B,}
{\displaystyle \phi } – wektor opisujący rozkład potencjału w punktach siatki dyskretnej, gdy elektroda {\displaystyle A} jest źródłem dodatniego wymuszenia,
{\displaystyle \psi } – wektor opisujący rozkład potencjału, gdy elektroda {\displaystyle B} jest źródłem dodatniego wymuszenia.
Korzystając z powyższego wzoru, wyprowadzonego z teorii impedancji wzajemnej, rozkład potencjału jest wyznaczany {\displaystyle L}-razy, gdzie {\displaystyle L} jest liczbą elektrod sondy.

### Problem odwrotny
Problem odwrotny w ECT polega na wyznaczeniu rozkładu przenikalności elektrycznej na podstawie zmierzonych pojemności {\displaystyle c.} W rekonstrukcji obrazów można posłużyć się metodami rozwiązującymi problem nieliniowy albo przybliżony model liniowy.
W przypadku przybliżenia liniowego {\displaystyle \Delta c=S\Delta \varepsilon } nieznaną wartość wektora {\displaystyle \Delta \varepsilon } wyznacza się na podstawie wektora pomiarów {\displaystyle \Delta c} przy założeniu wartości modelu {\displaystyle S.} W rzeczywistości macierz wrażliwości {\displaystyle S} nie jest znana, gdyż wyznaczenie jej współczynników wymaga znajomości rozkładu przenikalności {\displaystyle \Delta \varepsilon .} Zakładając, że szukany rozkład przenikalności elektrycznej nieznacznie różni się od rozkładu równomiernego, możliwe jest zastosowanie w modelu liniowym przybliżenia macierzy wrażliwości wyznaczonej dla rozkładu równomiernego.
Dodatkowo problem odwrotny jest problemem źle postawionym. Ze względu na małą liczbę elektrod liczba pomiarów jest mała, mniejsza od liczby punktów przestrzeni, w których wyznaczana jest wartość przenikalności. Zwyczajowo przyjmuje się, że matryca obrazu reprezentującego dwuwymiarowy rozkład przenikalności nie powinna być mniejsza niż 32×32 piksele. W takiej sytuacji układ równań jest niedookreślony, a macierz wrażliwości {\displaystyle S} nie jest kwadratowa. Ponieważ w modelu liniowym występującym w ECT ten układ równań jest nieoznaczony i ma wiele rozwiązań, konieczne jest zastosowanie dodatkowego kryterium pozwalającego uzyskać unikalne rozwiązanie.
Podstawową metodą rozwiązanie tego problemu jest wybór rozwiązania o najmniejszej normie:
{\displaystyle \mathbf {\hat {\varepsilon }} ={\underset {\varepsilon }{\operatorname {argmin} }}\,\|\varepsilon \|_{2}^{2},}
spełniającego równanie {\displaystyle c=S\varepsilon .} Rozwiązanie tego problemu optymalizacyjnego dane jest wzorem (prawa pseudoodwrotność Moore’a-Penrose’a):
{\displaystyle S^{+}=S^{T}(SS^{T})^{-1}.}
Bardzo dużą różnicę wrażliwości pomiarów dla par elektrod sąsiednich i par elektrod przeciwległych (bardzo duży stosunek wartości szczególnych macierzy {\displaystyle S^{T}S}) powoduje, że układ jest źle uwarunkowany numerycznie. W takim przypadku małe zmiany wartości pomiarowych mogą powodować bardzo duże zmiany w estymowanym obrazie. W przypadku, w którym rozwiązanie jest nieciągłą funkcją danych wejściowych konieczne jest dodanie dodatkowego warunku, który stabilizuje rozwiązanie, co matematycznie nazywa się regularyzacją. Zastosowanie metod regularyzacji, takich jak metoda Tichonowa albo metoda odcięcia wartości szczególnych (osobliwych) (ang. truncated singular value decomposition – TSVD), pozwala uzyskać dobre rezultaty pod warunkiem wybrania prawidłowej wartości parametru regularyzacji. Wartość tego parametru decyduje, jak bardzo rekonstruowany obraz będzie wygładzony. Wyznaczenie wartości parametru regularyzacji może być oddzielnym problemem optymalizacyjnym. Znane metody wyznaczania optymalnej wartości parametru regularyzacji, które były proponowane dla ECT to metoda krzywej L (ang. L-curve) i metoda walidacji krzyżowej (ang. cross validation method – CGV).
Praktyczne zastosowanie pseudoodwrotności w ECT jest ograniczone wrażliwością tej metody na odstępstwo modelu numerycznego (macierzy wrażliwości) od modelu rzeczywistego. Dlatego w praktyce najczęściej stosowaną metodą rekonstrukcji obrazów jest metoda linowej projekcji wstecznej (ang. linear back-projection – LBP). W metodzie tej zakłada się przybliżenie macierzy odwrotnej macierzą transponowaną:
{\displaystyle {\hat {\varepsilon }}={\tilde {S}}^{T}c,}
gdzie {\displaystyle {\tilde {S}}} jest macierzą o wartościach znormalizowanych w kolumnach (suma współczynników każdej kolumny musi mieć jednakową wartość dla wszystkich kolumn). Normalizacja koryguje nierównomierność wrażliwości w przestrzeni wewnątrz sondy, tak aby suma wrażliwości wszystkich pomiarów dla pikseli w środku obrazu była taka sama, jak dla pikseli znajdujących się na brzegu obrazu. Algorytm LBP nie pozwala uzyskać obrazów o dobrej jakości, ze względu na mocne duże rozmycie obrazu.
W ECT znalazła również zastosowanie metoda optymalizacji średniokwadratowej, gdzie rozwiązaniem problemu liniowego jest wektor dany równaniem:
{\displaystyle {\hat {\varepsilon }}={\underset {\varepsilon }{\operatorname {argmin} }}\,\|c-S\varepsilon \|_{2}^{2}.}
Minimalizacja tej normy może zostać przeprowadzona za pomocą algorytmu iteracyjnego. Najczęściej stosowanym algorytmem jest algorytm Landwebera, który jest prostą wersją algorytmu najszybszego spadku.
W przypadku rekonstrukcji nieliniowej stosuje się iteracyjny algorytm Levenberga-Marquardta i metody uczenia maszynowego .

## Zastosowanie
Tomografię pojemnościową stosuje się w badaniach mieszanin materiałów elektrycznie nieprzewodzących o różnej przenikalności elektrycznej. ECT umożliwia wizualizację i ocenę hydrodynamiki przepływów wielofazowych, które odgrywają istotną rolę w procesach technologicznych przemysłu chemicznego, petrochemicznego, spożywczego.
Tomografia procesowa znajduje zastosowanie w przemyśle energetycznym między innymi przy monitorowaniu wodno-parowych układów chłodzenia w reaktorach jądrowych, jak również w przemyśle farmaceutycznym przy kontrolowaniu pracy reaktorów fluidalnych.
Dzięki bardzo wysokiej liczbie uzyskiwanych obrazów na sekundę tomografia pojemnościowa używana jest do obrazowania procesów spalania zarówno w kotłach energetycznych, jak i w komorach spalania silników lotniczych i rakietowych.